# Louis-de-Gonzague Langevin
Louis-de-Gonzague Langevin MAfr (* 31. Oktober 1921 in Oka; † 21. Juli 2003 in Saint-Hyacinthe) war Bischof von Saint-Hyacinthe.

## Leben
Louis-de-Gonzague Langevin trat der Ordensgemeinschaft der Weißen Väter bei und empfing am 2. Februar 1950 die Priesterweihe.
Papst Paul VI. ernannte ihn am 9. August 1974 zum Weihbischof in Saint-Hyacinthe und Titularbischof von Rossmarkaeum. Der Apostolische Pro-Nuntius in Kanada, Guido Del Mestri, weihte ihn am 23. September desselben Jahres zum Bischof; Mitkonsekratoren waren Louis Joseph Jean Marie Fortier, Erzbischof von Sherbrooke, und Albert Sanschagrin OMI, Bischof von Saint-Hyacinthe. 
Der Papst ernannte ihn am 14. Juli 1979 zum Bischof von Saint-Hyacinthe und er wurde am 8. August desselben Jahres ins Amt eingeführt. Am 7. April 1998 nahm Johannes Paul II. seinen altersbedingten Rücktritt an.